# مورگان کنسکی
مورگان کنسکی (فرانسوی: Morgan Kneisky‎؛ زادهٔ ۳۱ اوت ۱۹۸۷) دوچرخه‌سوار اهل فرانسه است.
از باشگاه‌هایی که در آن رکاب زده‌است می‌توان به روبه–لیل متروپول و تیم دوچرخه‌سواری آرمی دو تر اشاره کرد.
وی در مسابقات کشوری و بین‌المللی در مجموع برندهٔ ۴ مدال طلا، ۳ مدال نقره، ۵ مدال برنز شده‌است.